# ヴェロニカ・フランコ
ヴェロニカ・フランコ（1546年–1591年）は16世紀のヴェネツィアで活躍したイタリア人詩人であり、コーティザン (courtesan) と呼ばれる高級娼婦（クルチザンヌ）であった。

## 高級娼婦としての生涯
ルネサンス時代のヴェネツィア社会では、2つの異なる階級の高級娼婦を認めていた。それは、"cortigiana onesta"、つまり「知的な高級娼婦」と "cortigiana di lume"、下流層向けの売春婦であった。下流層向けの売春婦はリアルト橋の近くで生活し、売春を行っていた。16世紀のヴェネツィアにおいて、優れた教育を受けたことや、数多の文学的、芸術的業績を収めたことを誇る高級娼婦はヴェロニカ・フランコだけではなかったとはいえ、おそらく彼女は、上流階級向けの売春婦の中で最も誉め称えられたものであっただろう。上流階級向けの高級娼婦の娘であったフランコは幼い頃、母親から芸術について学んでおり、経済的に恵まれた結婚をするために、自身の生来の素質や能力を使うことを叩き込まれていた。フランコは、まだ10代の内に裕福な医者と結婚したが、結婚生活はうまく行かないまま終わった。彼女は生計を立てるために、裕福な男性を相手にした売春婦となった。彼女はすぐに、その当時の主立った著名な名士たちとも交際するような階級にまで上りつめ、フランス国王のアンリ三世と短期間交際することまでしていた。フランコは1565年頃出版されたCatalogo de tutte le principal et più honorate cortigiane di Venetiaにおいてヴェネツィアの主要な売春婦の一人として挙げられていた。高学歴の女性であったヴェロニカ・フランコは二巻の詩集を書いた。それは、1575年に書かれたTerze rimeと1580年に書かれたLettere familiari a diversiである。彼女は書簡の本を出版し、他の優れた作家の作品を選集にした。フランコの二種類の刊行物は人気を博し、フランコはそれで得た収入を高級娼婦やその子供たちのための慈善団体を設立した。1575年ヴェネツィアの町を破壊したペストが流行している最中、ヴェロニカ・フランコはヴェネツィアから余儀なく退去させられ、自身の家や所有物が略奪された時に財産の多くを失ってしまった。1577年にフランコがヴェネツィアに戻ってきた時、妖術の罪での宗教裁判に直面して彼女は厳然として自衛を図った。妖術はその当時、売春婦に対してよく申し立てられた告訴内容であった。その告訴は退けられた。フランコがヴェネツィアの貴族と関係を持っていたことで彼女が無罪放免になったという証拠がある。現存する記録によると、彼女は無罪放免となったとはいえ、財産や富の全てを失ってしまったとある。しかし、後半生のほとんどよく知られていない。ついに、フランコの最後の主要な後援者が亡くなり、彼女は経済的な支援が絶たれてしまった。フランコの最期はほとんどの部分がはっきりと分からないが、かなり貧しい中で亡くなったと考えられている。

## 文書記録
1565年、ヴェロニカ・フランコは20歳くらいの頃、Catalogo de tutte le principal et più honorate cortigiane di Venetiaに載っていた。そこには、ヴェネツィアの最も有名な売春婦の名前や住所、料金が記されていた。フランコの母親はフランコの玉代が支払われるべき人物として挙げられていた。現存する記録によると、フランコは18歳になるまでに短い間だけ結婚しており、初めての子どもを授かっているという。彼女は結局、6人の子どもを授かったが、その内の3人は幼いうちに亡くなったという。豊かな国際都市の"più honorate cortigiane"（より高貴な高級娼婦）の一人として、フランコは働いていた期間の多くを裕福に暮らした。しかし、「立派な」女性に自動的に与えられていた庇護がなかったので、フランコは努力して自分の人生を歩まなければならなかった。彼女は勉強し、学識のある人たちの中から後援者を探した。1570年代までに彼女は市でより信望のある文学サークルの一つに所属しており、論議に参加したり、詩選を編集して貢献したりしていた。1575年、フランコの初めての詩集が出版された。それは、Terze rimeであり、フランコが書いた18通の"capitoli"（詩の書簡）とフランコへの褒め言葉を書いた男性たちが書いた7通が収められていた。同じ年に、ヴェネツィアでペストが流行し、それは2年間続き、その結果フランコはヴェネツィアを去り、多くの財産を失うことになったのだ。1577年、フランコは市議会に、貧しい女性たちのために家を建てるべきであり、フランコ自身がそのような女性たちの管理人となることを提案したが、却下された。その時までに、フランコは自分の子どもだけではなく、あのペストで孤児となっていた甥までも育てていた。1580年に、フランコはフランスのアンリ三世国王宛のソネット2編と50通の手紙も収めたLettere familiari a diversi（色々な人たちからの親書）を出版した。アンリ三世国王はこの詩集が出版される6年前に、フランコを訪ねていた。1580年以降のフランコの生涯についてはあまり情報がない。しかしながら、フランコはこれ以上作品を出版しなかった。

## メディアでの扱い
フランコの生涯は、1992年に出版されたマーガレット・F・ローゼンタール著、The Honest Courtesanで語られている。キャサリン・マコーマックは1998年に公開された映画『娼婦ベロニカ』(原題Dangerous Beauty、A Destiny of Her Ownとして公開された国もある)で、ローゼンタールの著書をもとにヴェロニカ・フランコを演じた。この映画では最後に「高級娼婦の時代は終った ベロニカは自宅を宗教裁判の犠牲者に開放 生涯マルコとの愛を貫いた」と書かれている。
また、フランコの生涯はセルビア人作家のカタリーナ・ブラオヴィッチ著、2012年出版のフランコにちなんで名付けられた小説（セルビア語でШтампар и Вероника）でも描かれている。